# SpVgg Unterhaching

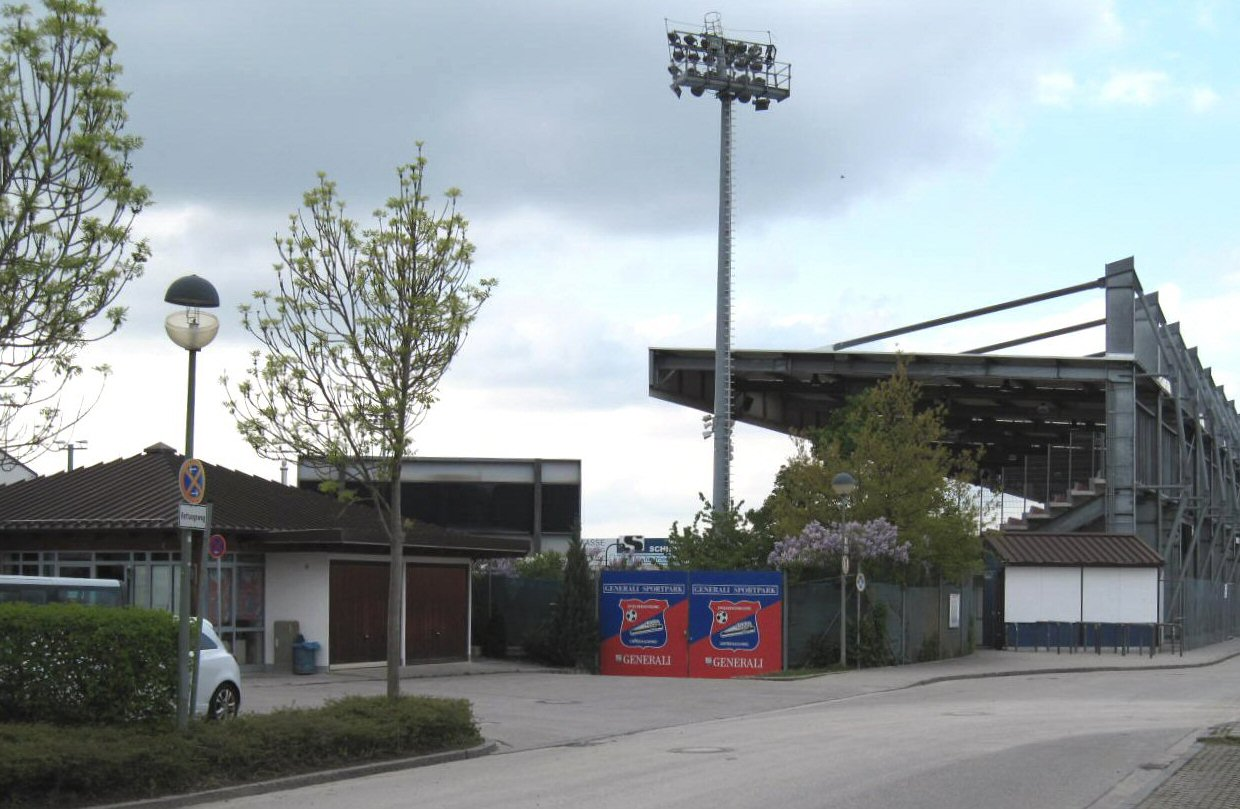
Sportpark

SpVgg Unterhaching is een Duitse voetbalclub uit Unterhaching, dicht bij München. Oorspronkelijk was de club een onderdeel van de gymnastiek- en sportclub TSV Hachinger. SpVgg werd op 1 januari 1925 gesticht. Acht jaar later werd de club ontbonden door het nazi-regime omdat de club onbetrouwbaar werd bevonden. Na WOII werd de club heropgericht in 1945. De volgende 35 jaar leidde de SpVgg Unterhaching een anoniem bestaan tot de club in 1980 van de Landesliga Bayern Süd naar de Amateur Oberliga Bayern (derde klasse) promoveerde.
Eind jaren 80 promoveerde de club naar de 2. Bundesliga maar degradeerde al snel terug naar de derde klasse na een 20e plaats. In 1992 slaagden ze er opnieuw in te promoveren maar hun tweede avontuur was niet veel beter met een achttiende plaats en een nieuwe degradatie.
In 1995 ondernam de club een derde poging en de club kon in tweede klasse blijven. Na het seizoen 1998-99 eindigde de club tweede, wat recht gaf op een rechtstreekse promotie naar de Bundesliga. In het eerste seizoen, op het hoogste niveau in Duitsland  verbaasde de club iedereen door mooi tiende te eindigen. Bayer 04 Leverkusen leek op weg om zijn eerste landstitel binnen te halen. Op de laatste speeldag had de club genoeg aan een gelijkspel bij Unterhaching, maar Leverkusen verloor met 2-0 en gaf zo de titel aan Bayern München cadeau, dat op zijn beurt van Werder Bremen won.
Het tweede seizoen in de Bundesliga was zwaarder. Hoewel de Unterhaching van Bayern München won en twee keer van TSV 1860 München, eindigde de club als zestiende, wat een degradatie betekende. Het seizoen 2001-2002 was desastreus met een tweede degradatie als gevolg. Ze wisten echter terug te keren naar de tweede klasse. In het seizoen 2005-2006 werd de club daar veertiende. Na seizoen 2006/07 degradeerde de club terug. Vanaf 2008-2009 kwam de club uit in de nieuw gevormde 3. Liga. In het eerste seizoen werd de club vierde, maar de volgende jaren eindigde de club in de middenmoot. In 2015 degradeerde de club. In 2017 keerde Unterhaching terug naar de 3. Liga.

## Erelijst
- DFB Hallen Pokal

2001
- Regionalliga Süd (III)

1995, 2003
- Bayernliga (III)

1983, 1988, 1989, 1992
- Landesliga Bayern-Süd (IV)

1981
- Bezirksoberliga Oberbayern (VI)

1999
- Regionalliga Bayern (IV)

2017

## Overzichtslijsten
| Niveau | Aantal | Periode (1975-2026)                                                         |
| ------ | ------ | --------------------------------------------------------------------------- |
| I      | 2      | 1999-2001                                                                   |
| II     | 11     | 1989-1990, 1992-1993, 1995-1999, 2001-2002, 2003-2007                       |
| III    | 27     | 1981-1989, 1990-1992, 1993-1995, 2002-2003, 2007-2015, 2017-2021, 2023-2025 |
| IV     | 7      | 1979-1981, 2015-2017, 2021-2023, 2025-....                                  |
| V      | 2      | 1977-1979                                                                   |
| VI     | 1      | 1976-1977                                                                   |
| VII    | 1      | 1975-1976                                                                   |

## Eindklasseringen vanaf 1977 (grafisch)
- 1977 1e
Niveau 6
- 1978 3e
Niveau 5
- 1979 1e
Niveau 5
- 1980 4e
Niveau 4
- 1981 1e
Niveau 4
- 1982 5e
Oberliga
- 1983 1e
Oberliga
- 1984 3e
Oberliga
- 1985 5e
Oberliga
- 1986 8e
Oberliga
- 1987 4e
Oberliga
- 1988 1e
Oberliga
- 1989 1e
Oberliga
- 1990 20e
2. Bundesliga
- 1991 2e
Oberliga
- 1992 1e
Oberliga
- 1993 18e
2. Bundesliga
- 1994 3e
Oberliga
- 1995 1e
Regionalliga
- 1996 4e
2. Bundesliga
- 1997 6e
2. Bundesliga
- 1998 11e
2. Bundesliga
- 1999 2e
2. Bundesliga
- 2000 10e
Bundesliga
- 2001 16e
Bundesliga
- 2002 15e
2. Bundesliga
- 2003 1e
Regionalliga
- 2004 13e
2. Bundesliga
- 2005 10e
2. Bundesliga
- 2006 14e
2. Bundesliga
- 2007 15e
2. Bundesliga
- 2008 6e
Regionalliga
- 2009 4e
3. Liga
- 2010 11e
3. Liga
- 2011 14e
3. Liga
- 2012 15e
3. Liga
- 2013 9e
3. Liga
- 2014 17e
3. Liga
- 2015 19e
3. Liga
- 2016 4e
Regionalliga
- 2017 1e
Regionalliga
- 2018 9e
3. Liga
- 2019 10e
3. Liga
- 2020 11e
3. Liga
- 2021 20e
3. Liga
- 2022 4e
Regionalliga
- 2023 1e
Regionalliga
- 2024 9e
3. Liga
- 2025 20e
3. Liga

- Niveau 1
- Niveau 2
- Niveau 3
- Niveau 4
- Niveau 5
- Niveau 6

| Legenda niveautijdlijn | Legenda niveautijdlijn      | Legenda niveautijdlijn      | Legenda niveautijdlijn      | Legenda niveautijdlijn    | Legenda niveautijdlijn |
| Liga                   | Seizoen 1963/64 t/m 1973/74 | Seizoen 1974/75 t/m 1993/94 | Seizoen 1994/95 t/m 2007/08 | Seizoen 2008/09 tot heden | Opmerking              |
| ---------------------- | --------------------------- | --------------------------- | --------------------------- | ------------------------- | ---------------------- |
| Bundesliga             | Niveau I                    | Niveau I                    | Niveau I                    | Niveau I                  |                        |
| 2. Bundesliga          | --                          | Niveau II                   | Niveau II                   | Niveau II                 |                        |
| 3. Liga                | --                          | --                          | --                          | Niveau III                |                        |
| Regionalliga           | Niveau II                   | --                          | Niveau III                  | Niveau IV                 |                        |
| Oberliga               | --                          | Niveau III *                | Niveau IV                   | Niveau V                  | * vanaf 1978/79        |

## Seizoensresultaten vanaf 1977
| Seizoen | Competitie                 | Niveau | Eindstand | DFB Pokal   | Opmerking                                                                                                  |
| ------- | -------------------------- | ------ | --------- | ----------- | --- |
| 1976/77 | Oberbayern A-Klasse Süd    | VI     | 1         | --          | |
| 1977/78 | Oberbayern Bezirksliga Süd | V      | 3         | --          | |
| 1978/79 | Oberbayern Bezirksliga Süd | V      | 1         | --          | |
| 1979/80 | Landesliga Süd             | IV     | 4         | --          | |
| 1980/81 | Landesliga Süd             | IV     | 1         | --          | |
| 1981/82 | Bayernliga                 | III    | 5         | --          | |
| 1982/83 | Bayernliga                 | III    | 1         | --          | 4e in promotieserie Zuid met SSV Ulm 1846, 1. FC Saarbrücken en VfR Bürstadt                               |
| 1983/84 | Bayernliga                 | III    | 3         | --          | |
| 1984/85 | Bayernliga                 | III    | 5         | --          | |
| 1985/86 | Bayernliga                 | III    | 8         | --          | |
| 1986/87 | Bayernliga                 | III    | 4         | --          | |
| 1987/88 | Bayernliga                 | III    | 1         | --          | 3e in promotieserie Zuid met 1. FSV Mainz 05, Viktoria Aschaffenburg en FV 09 Weinheim                     |
| 1988/89 | Bayernliga                 | III    | 1         | --          | 2e in promotieserie Zuid met KSV Hessen Kassel, SSV Reutlingen en SV Edenkoben                             |
| 1989/90 | 2. Bundesliga              | II     | 20        | --          | |
| 1990/91 | Bayernliga                 | III    | 2         | 1e ronde    | < FC Schalke 04: 0-1; 2e groep Zuid Duits amateurkampioenschap                                             |
| 1991/92 | Bayernliga                 | III    | 1         | 1e ronde    | < Bayer 05 Uerdingen: 0-0 (1-3 n.s.); winnaar promotieserie 4 met SSV Reutlingen en Viktoria Aschaffenburg |
| 1992/93 | 2. Bundesliga              | II     | 18        | --          | |
| 1993/94 | Bayernliga                 | III    | 3         | 3e ronde    | < Hansa Rostock: 1-2; als 1e gekwalificeerd voor nieuwe Regionalliga met 96 waarderingspunten              |
| 1994/95 | Regionalliga Süd           | III    | 1         | --          | |
| 1995/96 | 2. Bundesliga              | II     | 4         | 8e finale   | < Karlsruher SC: 2-3                                                                                       |
| 1996/97 | 2. Bundesliga              | II     | 6         | 8e finale   | < FC St. Pauli: 0-1                                                                                        |
| 1997/98 | 2. Bundesliga              | II     | 11        | 1e ronde    | < Eintracht Trier: 1-2                                                                                     |
| 1998/99 | 2. Bundesliga              | II     | 2         | 2e ronde    | < Hamburger SV: 0-4                                                                                        |
| 1999/00 | Bundesliga                 | I      | 10        | 2e ronde    | < SV Babelsberg 03: 0-1                                                                                    |
| 2000/01 | Bundesliga                 | I      | 16        | 2e ronde    | < TSV 1860 München: 1-2 n.v.                                                                               |
| 2001/02 | 2. Bundesliga              | II     | 15        | 2e ronde    | < VfL Wolfsburg: 0-3                                                                                       |
| 2002/03 | Regionalliga Süd           | III    | 1         | kwartfinale | < Bayer 04 Leverkusen: 2-2 (4-5 n.s.); Liga-topscorer: Francisco Copado (24)                               |
| 2003/04 | 2. Bundesliga              | II     | 13        | 2e ronde    | < Hamburger SV: 2-4                                                                                        |
| 2004/05 | 2. Bundesliga              | II     | 10        | 2e ronde    | < Borussia Dortmund: 1-3                                                                                   |
| 2005/06 | 2. Bundesliga              | II     | 14        | 8e finale   | < DSC Arminia Bielefeld: 0-2                                                                               |
| 2006/07 | 2. Bundesliga              | II     | 15        | 8e finale   | < 1. FC Nürnberg: 0-0 (1-2 n.s.)                                                                           |
| 2007/08 | Regionalliga Süd           | III    | 6         | 1e ronde    | < Hertha BSC: 0-3; winnaar Bayerischer Pokal > SpVgg Ansbach: 1-1 (6-5 n.s.)                               |
| 2008/09 | 3. Liga                    | III    | 4         | 1e ronde    | < SC Freiburg: 0-2; Liga-topscorer: Anton Fink (21)                                                        |
| 2009/10 | 3. Liga                    | III    | 11        | 1e ronde    | < DSC Arminia Bielefeld: 0-3                                                                               |
| 2010/11 | 3. Liga                    | III    | 14        | --          | |
| 2011/12 | 3. Liga                    | III    | 15        | 2e ronde    | < VfL Bochum: 1-4; winnaar Bayerischer Pokal > SC Eltersdorf: 4-3                                          |
| 2012/13 | 3. Liga                    | III    | 9         | 1e ronde    | < 1. FC Köln: 1-2                                                                                          |
| 2013/14 | 3. Liga                    | III    | 17        | --          | |
| 2014/15 | 3. Liga                    | III    | 19        | --          | winnaar Bayerischer Pokal > SpVgg Weiden: 2-2 (8-7 n.s.)                                                   |
| 2015/16 | Regionalliga Bayern        | IV     | 4         | 8e finale   | < Bayer 04 Leverkusen: 1-3; finalist Bayerischer Pokal > FC Würzburger Kickers: 2-6                        |
| 2016/17 | Regionalliga Bayern        | IV     | 1         | 1e ronde    | < FSV Mainz 05: 3-3 (2-4 n.s.); Relegation > SV Elversberg: 3-0/2-2; Liga-topscorer: Stephan Hain (32)     |
| 2017/18 | 3. Liga                    | III    | 9         | 1e ronde    | < 1. FC Heidenheim 1846: 0-4                                                                               |
| 2018/19 | 3. Liga                    | III    | 10        | --          | |
| 2019/20 | 3. Liga                    | III    | 11        | --          | |
| 2020/21 | 3. Liga                    | III    | 20        | --          | |
| 2021/22 | Regionalliga Bayern        | IV     | 4         | --          | Ligatopscorer: Patrick Hobsch (28)                                                                         |
| 2022/23 | Regionalliga Bayern        | IV     | 1         | --          | Ligatopscorer: Patrick Hobsch (27); Promotie play-off > Energie Cottbus: 2-1 (U) / 2-0 (T)                 |
| 2023/24 | 3. Liga                    | III    | 9         | 2e ronde    | < Fortuna Düsseldorf: 3-6 n.v.                                                                             |
| 2024/25 | 3. Liga                    | III    | 20        | --          | Finalist Bayerischer Pokal > FV Illertissen: 0-1                                                           |
| 2025/26 | Regionalliga Bayern        | IV     | .         |             | |

## Bekende (oud-)spelers
- Francisco Copado